# Test di armi nucleari del Pakistan
I test di armi nucleari del Pakistan sono stati portati avanti dal 28 maggio al 30 maggio 1998
e condotti in due serie nell'ambito di un programma di esercitazioni militari volte allo sviluppo di esplosivi nucleari sperimentali e a futuri studi sull'effetto delle esplosioni nucleari. Tale programma fu concepito e progettato da Munir Ahmad Khan— direttore della Commissione per l'energia atomica del Pakistan (PAEC) — all'inizio del 1977.
Nel 1983 furono condotti dalla PAEC alcuni test subcritici che continuarono fino agli anni novanta sotto il nome in codice di Kirana-I. Solo nel 1998, però, a causa delle tensioni scatenate dalla serie di test nucleari indiani denominata Pokhran-II (o Operazione Shakti) ed effettuata su decisione del primo ministro indiano Atal Bihari Vajpayee, il governo pakistano guidato da Nawaz Sharif ha deciso di effettuare test nucleari veri e propri. Tali test, effettuati in due serie denominate Chagai-I e Chagai-II, sono stati condotti unitamente dalla PAEC e dai Laboratori di ricerca Khan nel 28 e nel 30 novembre 1998, tutti nel sito di test situato nelle colline Ras Koh, nel distretto di Chagai, in Pakistan.
Il 21 febbraio 1999, durante la visita di stato del primo ministro indiano Atal Vajpayee in Pakistan, i due paesi hanno firmato un trattato bilaterale sul controllo delle armi nucleari noto come Dichiarazione di Lahore.

## Elenco
| Serie o anni | Anni di svolgimento                  | Numero di test | Ordigni utilizzati | Ordigni di potenza sconosciuta | Test nucleari non militari | Test non-PTBT | Spettro di potenza (chilotoni) | Potenza totale (chilotoni) | Note                                                                                                   |
| ------------ | ------------------------------------ | -------------- | ------------------ | ------------------------------ | -------------------------- | ------------- | ------------------------------ | -------------------------- | --- |
| Chagai-I     | 1998                                 | 1              | 5                  |                                |                            |               | Da 1 a 32                      | 36                         | |
| Chagai-II    | 1998                                 | 1              | 1                  |                                |                            |               | 15                             | 15                         | |
| Totale       | Dal 28 maggio 1998 al 30 maggio 1998 | 2              | 6                  |                                |                            |               | Da 1 a 32                      | 51                         | La potenza totale è pari allo 0,009% della potenza totale di tutti i test nucleari condotti nel mondo. |

1. ↑  Sono inclusi tutti i test aventi il potenziale per generare un'esplosione da fissione o fusione nucleare, inclusi i test a salve, i test falliti e le bombe disarmate incidentalmente ma che erano programmate per essere utilizzate. Non sono invece inclusi i test idronucleari e quelli subcritici e i mancati scoppi di ordigni che sono poi stati successivamente fatti esplodere con successo.
2. ↑   Numero di test che sarebbero stati condotti in violazione del Trattato sulla messa al bando parziale degli esperimenti nucleari del 1963, vale a dire gli atmosferici, gli spaziali e i subacquei. Alcuni test non militari o "a uso pacifico" sulla terraferma che sarebbero stati condotti in violazione del suddetto trattato furono contestati e infine cancellati.
3. ↑  Il termine bassa "bassa" indica valori maggiori di 0 ma inferiori a 0,5 kt.
4. ↑  Alcune potenze sono descritte come "< 20 kt"; si considera quindi nel calcolare totale la metà del valore numerico, nell'esempio sopraccitato si aggiungerebbe quindi al totale un valore di 10 kt. Il valore "potenza sconosciuta" non aggiunge nulla al totale della potenza.